# Renault Trafic I
Le Renault Trafic I est un utilitaire léger commercialisé par le constructeur automobile français Renault, de septembre 1980 à 2004 (2001 pour l'Europe). Proposé en plusieurs types de carrosserie tels que le fourgon, le minibus ou encore le châssis-cabine, il est également fabriqué sous licence par de multiples marques à travers le monde.
Au début des années 1970, Renault doit remplacer la Renault 4 Fourgonnette et l'Estafette, qui s'avèrent dépassées par les modèles concurrents. Développé et sorti presque simultanément avec le Master I, le Trafic I est lancé en septembre 1980, avant de connaitre un important restylage en avril 1989, puis un autre septembre 1994.

## Historique

### Contexte
Au début des années 1970, la gamme utilitaire de Renault se limite à la Renault 4 Fourgonnette et à l'Estafette, cette dernière ayant été introduite en 1959. Avec le temps, l'Estafette commence à montrer des signes de vieillissement, d'autant que Peugeot avec son J7 offre une alternative plus moderne qui gagne en popularité. En 1973, Renault décide de renouveler l'Estafette et lance une étude de marché pour mieux comprendre les attentes des clients. Cette étude révèle que la tendance est à une charge utile supérieure à 1 000 kg, soit au-delà de la capacité maximale de l'Estafette.

### Conception et développement

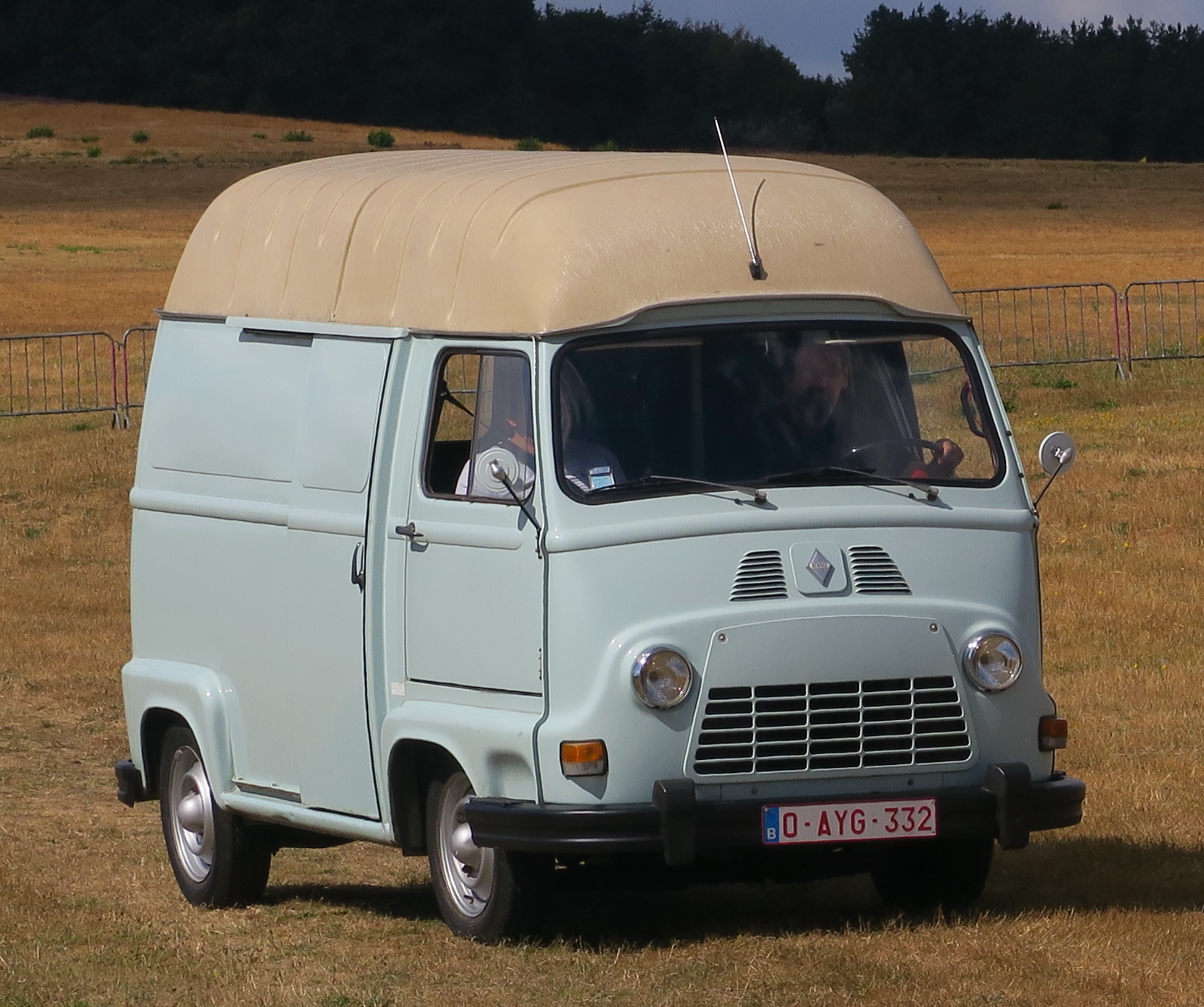
La Renault Estafette, devancière du Trafic I.

Sur la base de ces résultats, Renault élabore un cahier des charges clair : concevoir une Estafette plus moderne et capable de transporter une charge utile de 1 000 kg. Fidèle à la traction, Renault mise sur cette solution qui permet un plancher bas et plat, offrant ainsi un volume utile optimisé et une facilité de chargement accrue. L'ambition grandit avec l'idée de développer une version à propulsion, destinée aux marchés africains et américains. Le rêve de pénétrer le marché des vans nord-américain se profile, notamment grâce à un partenariat avec American Motors Corporation, qui vend la Renault 5 depuis 1976. Ce projet ambitieux nécessite des investissements importants. Renault se tourne alors vers Peugeot pour partager les coûts de développement. Les relations entre les deux constructeurs français sont alors positives, avec plusieurs projets communs comme la Française de Mécanique ou le moteur V6 PRV. Cependant, Peugeot, engagé dans la reprise de Citroën, possède déjà le C35, un modèle susceptible de faire doublon avec le futur projet. Peugeot décline ainsi l'offre de Renault, qui poursuit le projet seule.
En 1973, Renault officialise le lancement du développement de deux nouveaux utilitaires légers : le Trafic et le Master, ayant pour but de remplacer respectivement les Estafette et Super Goélette. Alors que le Master est développé par la division Renault Véhicules industriels issue des anciennes équipes Saviem, le Trafic est développé dans les bureaux d'études de Renault. Le développement conjoint de ces deux véhicules permettrai à Renault de proposer une gamme complète d'utilitaires capables de transporter de 800 à 1 800 kg de charge utile.
En 1975, Renault confie la direction du style du Trafic à Jacques Nocher, bras droit de Robert Opron et ancien designer du Citroën C35. Nocher décide d'aligner le capot et le pare-brise pour conférer au futur utilitaire un design distinctif. En 1976, la maquette définitive du Trafic est soumise à la direction pour validation. Le Trafic I est le premier utilitaire de Renault à intégrer des éléments issus de la grande série automobile. Il partage ainsi certaines pièces mécaniques avec les Renault 18 et Renault 20.

### Présentation, lancement et améliorations

#### Phase 1, deseptembre 1980àavril 1989

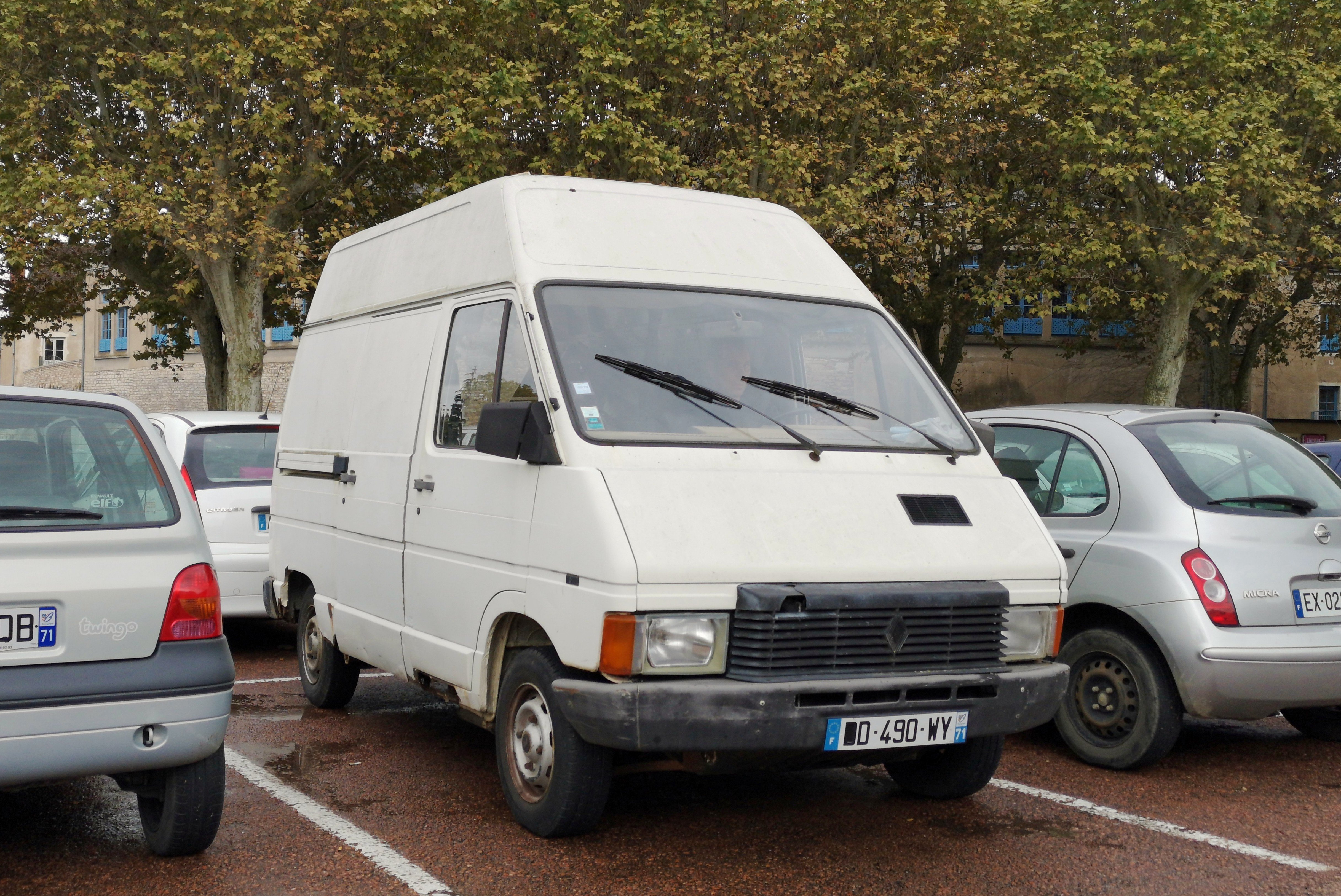
Un Renault Trafic I, de phase 1.

La production du Renault Trafic I commence en juillet 1980, puis la commercialisation débute deux mois plus tard, en septembre de la même année. Deux types de calandres sont utilisés en fonction de l'orientation du moteur. Une calandre plate indique un moteur monté en position transversale, tandis qu'une calandre dotée d'une excroissance, semblable à un « parallélépipède extrudé », signale un moteur monté en position longitudinale, à savoir tous les moteurs diesel et le moteur essence de 1,7 L. En juin 1981, les poignées chromées sont remplacées par des poignées en plastique gris, plus économiques et résistantes. Parallèlement, le losange de la calandre et les monogrammes sont agrandis. En janvier 1982, un nouveau changement esthétique s'opère avec l'apparition d'un monogramme rectangulaire « Renault » écrit en majuscules, apposé sur le capot, afin de renforcer l'identité de la marque. En juillet 1986 est ajouté d'un bandeau plastique encadrant les phares avant et la calandre. La même année démarre la production en Argentine dans l'usine Renault de Córdoba, afin d'alimenter le marché sud-américain. L'année suivante, en juillet 1987, le monogramme « Renault » est retiré du capot, qui adopte une forme bombée.

#### Phase 2, d'avril 1989àseptembre 1994

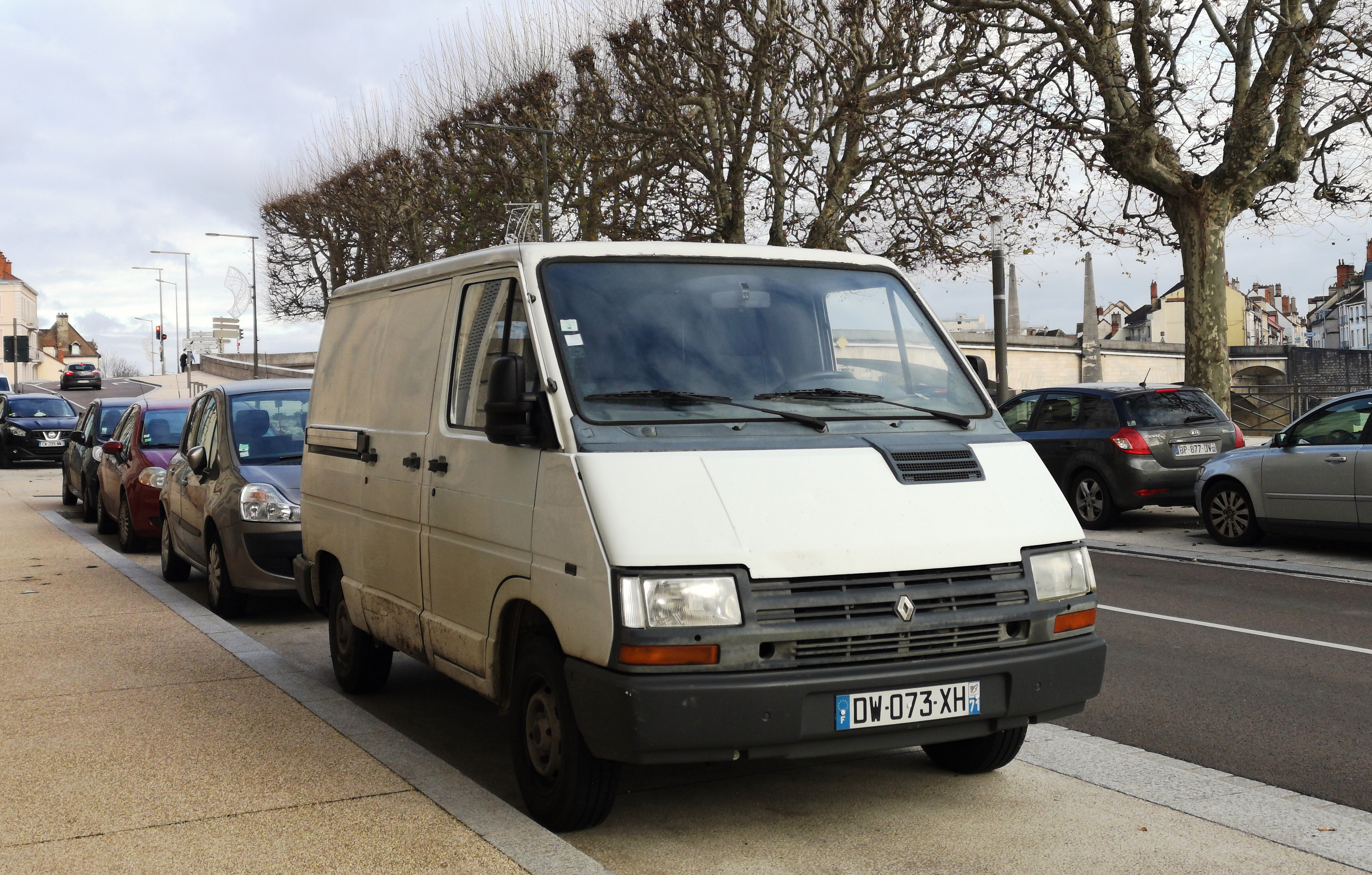
Un Renault Trafic I, de phase 2.

Au cours du mois d'avril 1989, le Trafic subit un important restylage avec une refonte complète de sa face avant, désormais inclinée dans le prolongement du capot et intégrant les phares et les clignotants. En 1992, Renault change de logo en abandonnant le « Vasarely ». Ce changement concerne également le Trafic, qui arbore le nouvel emblème sur sa calandre à partir de septembre 1992. À cette occasion, les monogrammes à l'arrière deviennent chromés.
En 1994, un accord est signé avec le constructeur chinois Sanjiang pour constituer une coentreprise Sanjiang-Renault pour assembler localement en CKD dans un premier temps, produit localement dans une nouvelle usine le modèle Trafic Phase 2 à raison de 15.000 exemplaires par an. La production en CKD commence en 1995 avec des kits importés de France. La production locale n'a commencé qu'en 1998. Entre 1995 et 2004, date de l'arrêt de la production, seuls 4.112 exemplaires ont trouvé preneur et ont été assemblés ou fabriqués. Renault a voulu introduire l'Espace en Chine qui sera assemblé en CKD. Moins de 2.000 exemplaires ont été assemblés. Renault s'est retiré de Chine en 2004 après ce cuisant échec.

#### Phase 3, deseptembre 1994àjuillet 2000

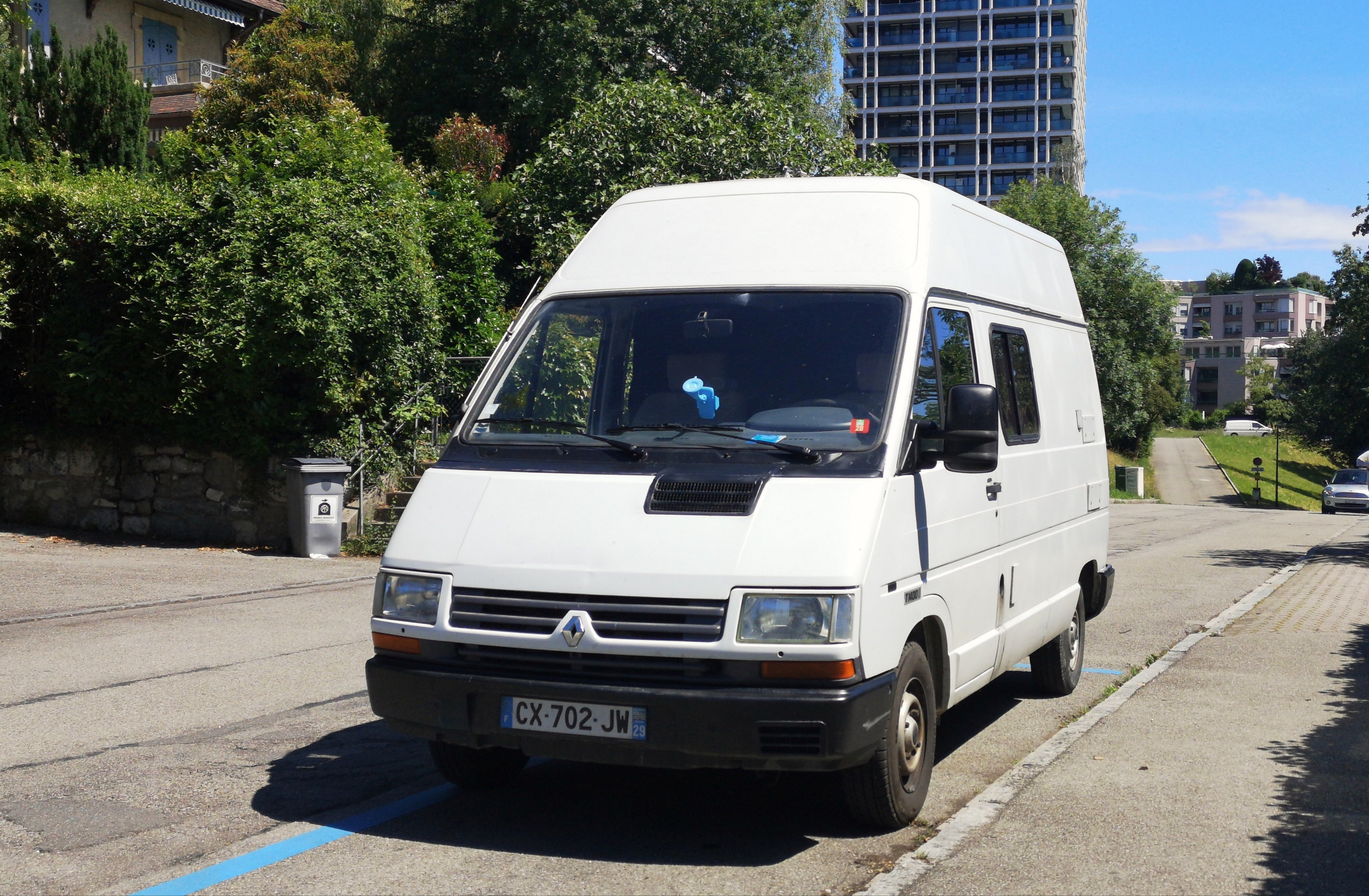
Un Renault Trafic I, de phase 3.

Début 1994, le trio Fiat, Peugeot et Citroën lancent la commercialisation de leur seconde génération commune d'utilitaires, les Ducato II, Boxer I et Jumper I. Renault modernise légèrement le design extérieur du Trafic en septembre 1994, en adoptant une nouvelle calandre, et les feux arrière deviennent bicolores rouge-noir.
En 1997, soit trois ans après le second restylage du Trafic I, une partie de la production du véhicule est rachetée par General Motors. Cet accord commercial permet à la firme américaine de proposer le modèle sous ses propres marques sur certains marchés. Ainsi, de 1997 à 2000, le Renault Trafic est commercialisé sous l’appellation Opel Arena dans la plupart des pays européens, tandis qu’au Royaume-Uni, où Opel n’est pas présent en raison de la prédominance de sa marque sœur, le véhicule est vendu sous le nom de Vauxhall Arena. Malgré ce changement de badge, l’Arena reste strictement identique au Trafic, conservant l’essentiel de ses caractéristiques techniques, son design général et ses motorisations. Seuls les logos et quelques éléments spécifiques de finition différencient ces versions de celles commercialisées sous la marque Renault. L'Arena est proposé par Opel en deux versions, le fourgon ou le minibus 9 places, chacune disponible avec un toit surélevé en option. Pour les motorisations, deux moteurs du Trafic sont disponibles, le 1.9 D et le 2.5 D 75.
General Motors ayant pour habitude de commercialiser des modèles Opel rebadgés sur le marché sud-américain, le constructeur applique une stratégie similaire avec le Renault Trafic. Ainsi, ce dernier est proposé au Brésil sous la marque Chevrolet et prend le nom de Chevrolet Trafic ou Chevrolet Space Van. Contrairement à Opel, le modèle de Chevrolet ne possède pas de calandre spécifique au modèle, et le logo de la marque est simplement collé sur l'emplacement du losange de Renault.
- Le Renault Trafic I et son clone allemand l'Opel/Vauxhall Arena sont tous transformés (stickers, découpes de carrosserie, habillage fourgon, aménagements fourgon, conversion pour le transport de personnes à mobilité réduite) en France par Renault Pro+ sur ses sites de Qstomize. Les modèles construits à Batilly sont transformés sur place à Batilly, mais les modèles produits à Luton sont transformés à Verneuil-sur-Avre.
- La production pour l'Europe s'achève en 2001[9],[10], celle pour l'Amérique du Sud en 2002[5],[10]. Des kits sont assemblés en Chine jusqu'en 2004[7].

## Les différentes versions

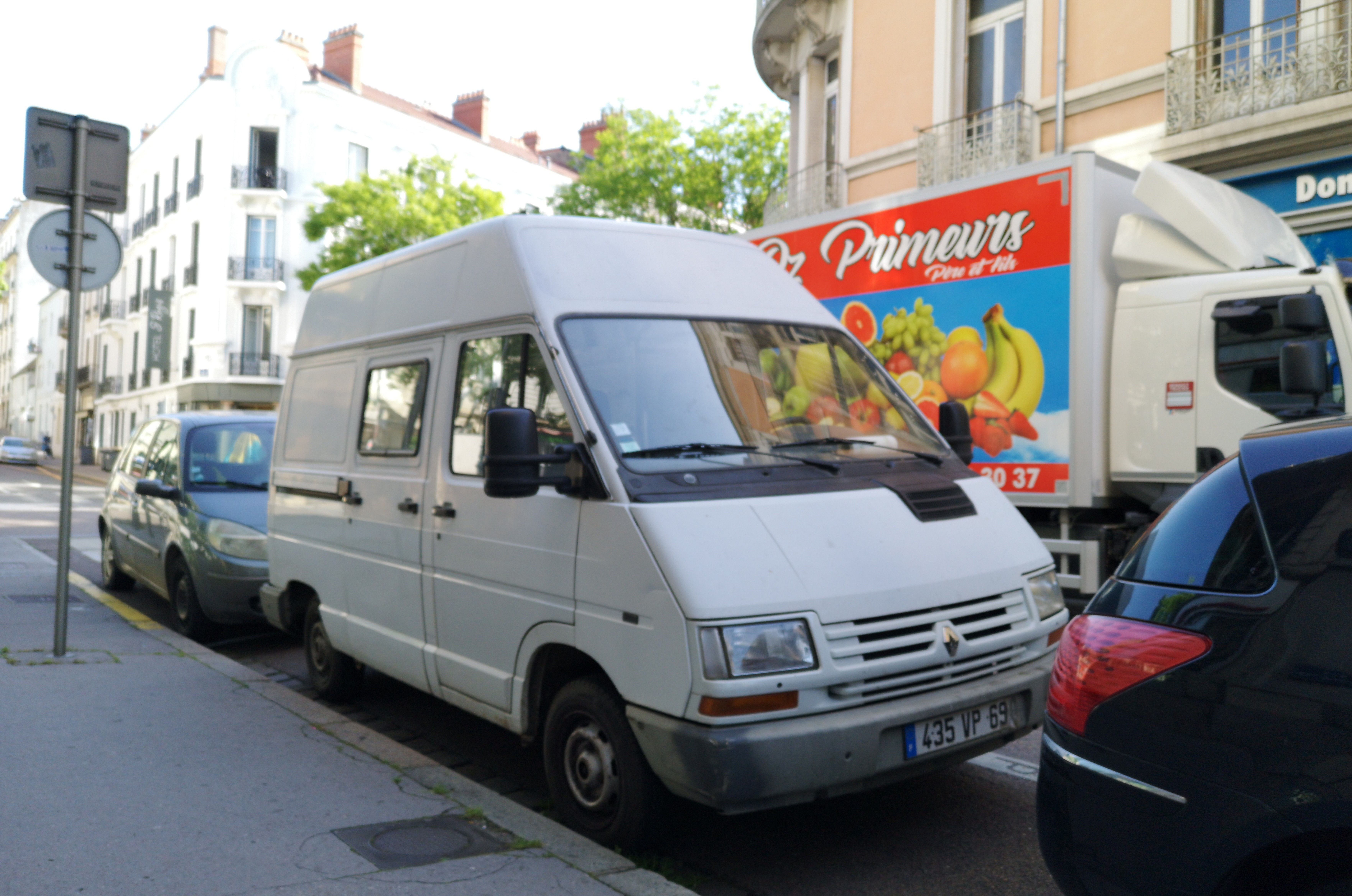
Un Renault Trafic I en configuration mixte, court et surélevé.

### Carrosseries
Le Renault Trafic I, dans sa configuration fourgon, est décliné en trois versions distinctes afin de répondre à différents besoins variés. Ces trois déclinaisons, le fourgon tôlé, le fourgon vitré et le fourgon mixte, se distinguent par la présence et la disposition des vitrages dans la cellule de chargement, tout en partageant la même base.

#### Fourgon tôlé
Le fourgon en version tôlé se distingue par l'absence totale de vitrage sur les parois latérales de la cellule de chargement. Les seules ouvertures vitrées se trouvent sur les portes arrière, permettant un minimum de visibilité vers l'extérieur. Ce design a été pensé avant tout pour le transport de marchandises, offrant un espace de chargement entièrement clos.

#### Fourgon vitré
Le fourgon en version vitrée possède quatre vitres latérales dans la cellule, en plus de celles des portes arrière. Plus lumineux, il est davantage destiné au transport de petits chargements. Dans la version longue, la vitre arrière est plus large.

#### Fourgon mixte
Le fourgon en version mixte possède deux vitres latérales, à l'avant de la cellule, en plus de celles des portes arrière.

### Empattement
Le Renault Trafic I est proposé en deux empattement différents, le court (L1) et le long (L2). La différence de longueur se fait sur la partie arrière du véhicule, rallongée ou non.

### Hauteur
Le Renault Trafic I est proposé en deux hauteurs de pavillon différentes, le normal (H1) et le surélevé (H2).

### Désignation

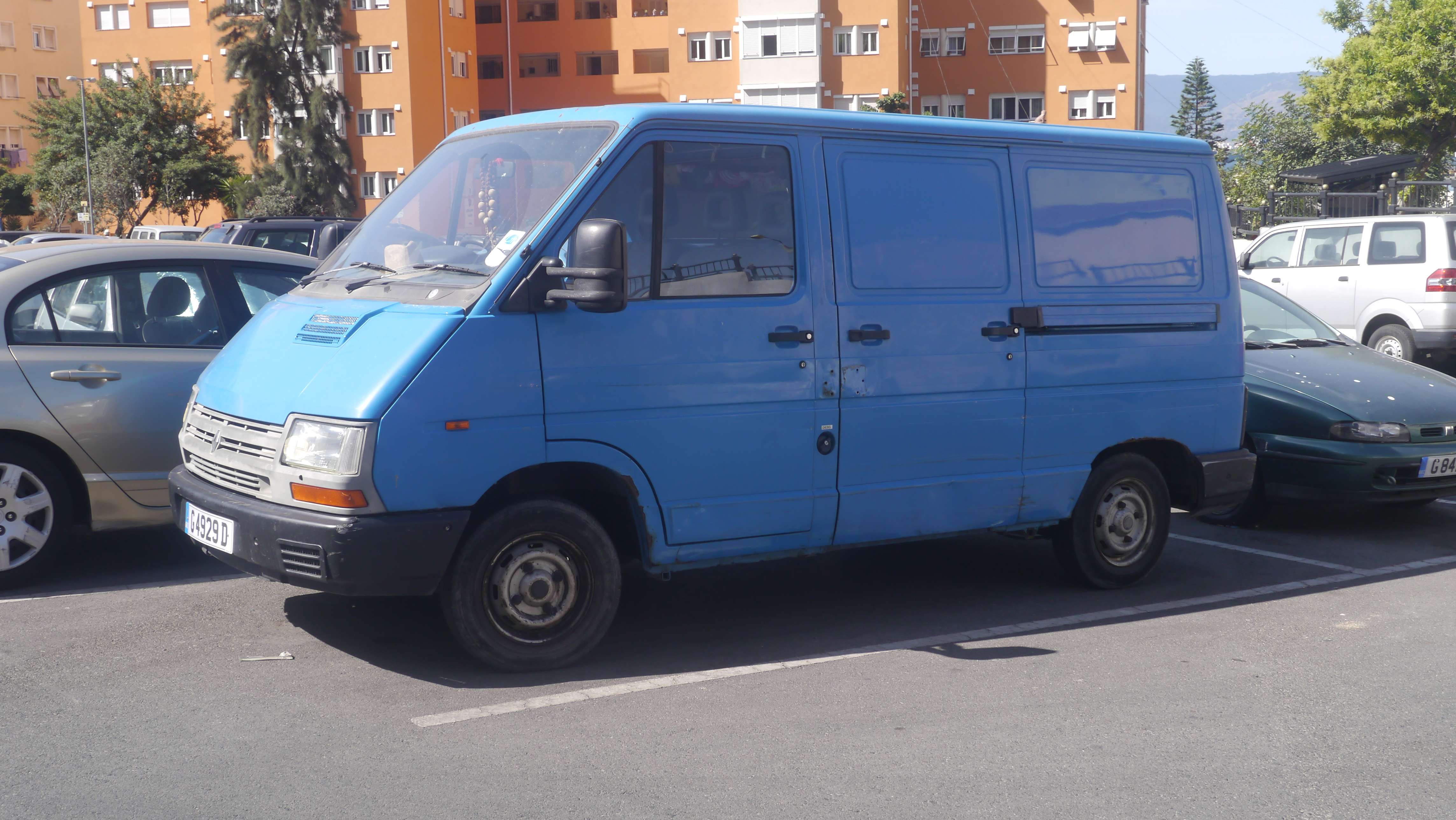
Un Renault Trafic I T113.

La désignation de chaque modèle de Trafic se fait par une lettre et trois chiffres.
| Lettre                                    | Famille | Carrosserie | Moteur |
| ----------------------------------------- | --- | --- | --- |
| T = Traction P = Propulsion V = Intégrale | 1 = TM* - 800 kg - court 4 = TM* - 1 000 kg - long 5 = TP** - < 9 places - court TM* : Transport de marchandises TP** : Transport de personnes | 1 = Tôlé normal 2 = Tôlé surélevé 3 = Mixte normal 4 = Mixte surélevé 5 = Vitré normal 6 = Vitré surélevé 9 = Plancher/Châssis nu | 0 = Renault 847- C1J 1 = 841/A1M 2 = 829/J5R 3 = Renault 852 - J8S 4 = S8U - 8140 8 = F1N A = J7T B = S8U - 8140 |

## Caractéristiques
Le Trafic modernisa le concept d'utilitaire léger en proposant des versions traction (T) ou propulsion (P) à partir de mars 1981 (la traction permet d'abaisser la hauteur du plancher de chargement et la propulsion assure une meilleure motricité quand le véhicule est chargé) déclinées en de multiples variantes (tôlée, vitrée, surélevée, rallongée, bâchée ou carrossable) offrant des charges utiles allant de 800 à 1 400 kg (soit des P.T.A.C. allant de 2,1 tonnes à 3 tonnes. Les ensembles mécaniques étaient issus des Renault 18 et 20 à essence ou diesel, cette dernière motorisation ayant manqué à son prédécesseur. En revanche, l'essieu arrière est désormais rigide.
Au lancement, le styliste Marc Held présente le Trafic van « La Méridienne » dessiné en collaboration avec Chausson.
Durant sa longue commercialisation, il subit deux restylages (face avant et tableau de bord) et fit l'objet de nombreuses modifications techniques (moteurs, éléments mécaniques, équipements de confort et de sécurité).
En 1985, la nouvelle version 4x4 reçut une transmission à quatre roues motrices enclenchables.

### Dimensions
|                                     | Renault Trafic I (traction) | Renault Trafic I (traction) |
| Court                               | Long                        |                             |
| ----------------------------------- | --------------------------- | --------------------------- |
| Longueur                            | 4 434 mm                    | 4 834 mm                    |
| Largeur                             | 1 905 mm                    | 1 905 mm                    |
| Empattement                         | 2 800 mm                    | 3 200 mm                    |
| Voies avant / arrière               | 1 560 / 1 520 mm            | 1 560 / 1 520 mm            |
| Rayon de braquage (entre trottoirs) | 5,3 m                       | 5,9 m                       |

### Chaîne cinématique

#### Motorisations
Au lancement, Renault propose deux motorisations pour le Trafic I, essence et diesel. La version essence est un équipé du moteur Cléon-Fonte, de type « C1J », avec un alésage × course de 76 × 77 mm pour une cylindrée de 1 397 cm3 (1,4 L), développant 46 ch à 4 750 tr/min, un couple de 98 N m à 2 500 tr/min, et une vitesse maximale est de 109 km/h.
Pour la première version diesel, le Trafic est équipé du moteur Douvrin, de type « J8S », d'une cylindrée de 2 068 cm3 (2,1 L), développant 58 ch à 4 000 tr/min, et un couple de 118 N m à 2 000 tr/min.
| Modèle                               | Construction      | Moteur                       | Cylindrée         | Puissance                      | Couple                 | 0 à 100 km/h | Vitesse maximale | Consommation et émissions de CO2 |
| ------------------------------------ | ----------------- | ---------------------------- | ----------------- | ------------------------------ | ---------------------- | ------------ | ---------------- | -------------------------------- |
| Renault Trafic I 1.4 (boîte méca. 4) | sept. 1980 - 1989 | 4 cylindres en ligne C1J     | 1 397 cm3 (1,4 L) | 34,5 kW (46 ch) à 4 750 tr/min | 98 N m à 2 500 tr/min  | NC s         | 109 km/h         | 11,2 L/100 km ?g/km              |
| Renault Trafic I 1.6                 | 1983 - 1986       | 4 cylindres en ligne A1M     | 1 647 cm3 (1,6 L) | 46 kW (63 ch) à 5 000 tr/min   | 118 N m à 2 750 tr/min | NC s         | NC km/h          | NC L/100 km NC g/km              |
| Renault Trafic I 1.7                 | 1991 - 1994       | 4 cylindres en ligne F1N     | 1 721 cm3 (1,7 L) | 51 kW (70 ch) à 5 000 tr/min   | 123 N m à 2 750 tr/min | NC s         | 122 km/h         | 9,2 L/100 km NC g/km             |
| Renault Trafic I 2.0                 | 1989 - 1990       | 4 cylindres en ligne J5R     | 1 995 cm3 (2,0 L) | 59 kW (80 ch) à ?tr/min        | 147 N m à 2 750 tr/min | NC s         | 124 km/h         | 10,0 L/100 km NC g/km            |
| Renault Trafic I 2.2 95              | 1989 - 1994       | 4 cylindres en ligne J7T 780 | 2 165 cm3 (2,2 L) | 70 kW (95 ch) à ?tr/min        | 159 N m à 2 500 tr/min | NC s         | NC km/h          | NC L/100 km NC g/km              |
| Renault Trafic I 2.2 103             | 1994 - 1997       | 4 cylindres en ligne J7T 600 | 2 165 cm3 (2,2 L) | 76 kW (103 ch) à ?tr/min       | NC N m à NC tr/min     | NC s         | NC km/h          | NC L/100 km NC g/km              |

| Modèle et boîte            | Production        | Moteur                       | Cylindrée         | Puissance                    | Couple                 | 0 à 100 km/h | Vitesse maximale | Consommation et émissions de CO2 |
| -------------------------- | ----------------- | ---------------------------- | ----------------- | ---------------------------- | ---------------------- | ------------ | ---------------- | -------------------------------- |
| Renault Trafic I 1.9 D     | 1997 - 2001       | 4 cylindres en ligne F8Q 606 | 1 870 cm3 (1,9 L) | 48 kW (65 ch) à NC tr/min    | 120 N m à 2 250 tr/min | NC s         | NC km/h          | NC L/100 km NC g/km              |
| Renault Trafic I 2.1 D 58  | sept. 1980 - 1994 | 4 cylindres en ligne JS8     | 2 068 cm3 (2,1 L) | 43 kW (58 ch) à 4 000 tr/min | 118 N m à 2 000 tr/min | NC s         | NC km/h          | 8,8 L/100 km NC g/km             |
| Renault Trafic I 2.1 D 65  | 1994 - 1997       | 4 cylindres en ligne J8S 758 | 2 068 cm3 (2,1 L) | 48 kW (65 ch) à 4 000 tr/min | 125 N m à 2 500 tr/min | NC s         | NC km/h          | NC L/100 km NC g/km              |
| Renault Trafic I 2.5 D 75  | 1987 - 2001       | 4 cylindres en ligne S8U 750 | 2 445 cm3 (2,5 L) | 55 kW (75 ch) à 4 000 tr/min | 166 N m à 2 200 tr/min | NC s         | NC km/h          | 8,6 L/100 km NC g/km             |
| Renault Trafic I 2.5 TD 95 |                   |                              | 2 445 cm3 (2,5 L) |                              | NC N m à NC tr/min     | NC s         | NC km/h          | NC L/100 km NC g/km              |

### Mécanique

#### Suspensions
À l'avant, le Trafic I repose sur des suspensions de type MacPherson avec des bords inférieurs triangulaires, associées à des ressorts hélicoïdaux et des amortisseurs télescopiques, en plus d'une barre antiroulis. Pour l'arrière, les modèles tractions sont équipés d'un essieu rigide tubulaire, et les modèles propulsion et 4 × 4 d'un pont rigide guidé par des ressorts à lames de type monolame, bilames (transport de personne traction, ou multilames (propulsion et 4 × 4) selon la charge utile.

#### Freinage
Le freinage est assuré par des freins à disques ventilés à l'avant, et par des freins à tambours à l'arrière. Un compensateur de freinage asservi à la charge est intégré pour éviter le blocage des roues arrière en cas de freinage d'urgence. Le système de freinage est constitué d'un double circuit assisté par un servo-frein. Pour les versions destinées au transport de marchandises, le premier circuit contrôle les roues avant, tandis que le second agit sur les roues arrière. Dans les versions pour le transport de personnes, le premier circuit intervient sur les quatre roues, et le second reste dédié aux roues arrière.

#### Jantes et pneumatiques
Tous les modèles de Trafic I sont équipés de jantes tôles d'un diamètre de 14 pouces, et de couleur argenté.
Pour les modèles T900 et microbus, la liaison au sol est effectuée par des pneumatiques d'une largeur de 165 mm et d'un diamètre de 14 pouces (165 R14). Sur les modèles T1100, sont équipés des pneumatiques d'une largeur de 175 mm et d'un diamètre de 14 pouces (175 R14). Pour les versions T1400, sont équipés des pneumatiques d'une largeur de 185 mm et d'un diamètre de 14 pouces (185 R14). Les versions 4 × 4 sont équipés de pneumatiques d'une largeur de 195 mm et d'un diamètre de 14 pouces (195 R14). Enfin, les versions propulsions bénéficient des plus gros pneumatiques, d'une largeur de 205 mm et d'un diamètre de 14 pouces (205 R14).

### Châssis et carrosserie

#### Carrosserie
Lors de la production, un dépôt de zinc par électrophorèse est appliqué sur le métal afin de renforcer sa protection contre la corrosion avant le pliage et l'assemblage de certaines parties sensibles, telles que les angles, les cornières et les montants. Par la suite, une phosphatation et une passivation sont réalisées pour durcir chimiquement toutes les plaques de la carrosserie. Cette étape est suivie par un traitement par cataphorèse, qui consiste à recouvrir l'ensemble des surfaces d'une couche basique déposée par électrophorèse. Cette couche est ensuite cuite à 200 °C afin d'obtenir une résistance accrue. Après cette phase, une projection de mastic anti-corrosif est effectuée pour protéger davantage les surfaces de contact, notamment autour des portes et du capot. Un mastic anti-gravillonnement est appliqué pour préserver les zones exposées aux projections des roues, tandis qu'un revêtement de bitume épais est utilisé pour renforcer l'isolation du dessous de caisse.

#### Teintes

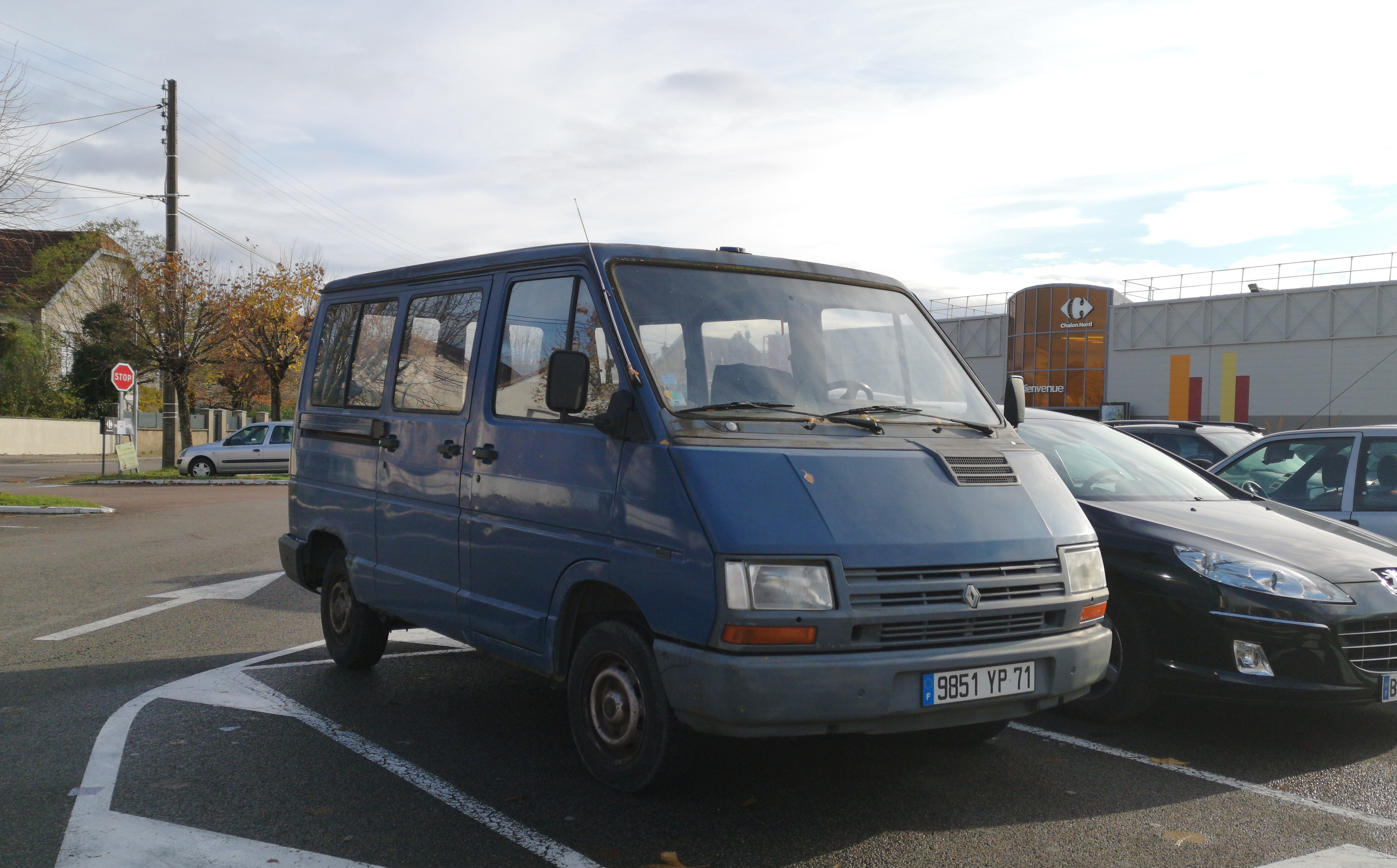
Un Renault Trafic I, en teinte Bleu Lavande (420).

Tous les coloris du Renault Trafic I sont définis par le premier code couleur Renault, appliqué aux nouvelles teintes jusqu'en 1998. Ce code est composé généralement de quatre à cinq caractères, le premier groupe d'une ou deux lettres indique la finition de la peinture : « O » pour opaque, « OV » pour opaque vernie, « NV » pour nacrée vernie, « M » pour métallisée non vernie, « MV » pour métallisée vernie, et « TE » pour teinte à effet. Dans la majeure partie des cas, le premier symbole de la suite de trois caractère permet de définir la famille de couleur.
Lors de la production, l'opération de peinture débute par l'application d'un apprêt d'adhérence, appelé « sealer », suivi d'une cuisson. Deux couches de peinture sont appliquées, chacune étant soumise à une cuisson à 150 °C pendant 25 minutes, afin d'assurer une finition homogène.

Au fil de sa carrière, le Renault Trafic I est proposé en 34 coloris différents. Pour les teintes blanches, en 1983, le Blanc (O355) remplace le Blanc (O319). Ce dernier est remplacé par le Blanc Panda (O348) en 1986, qui, à son tour, est remplacé par le Blanc Glacier (O389) en décembre 1989. La seule couleur à être proposée tout le long de la commercialisation du Trafic est le Rouge (O705).
- Orange (O031), de 1995 à 2000
- Beige Aurore (MV108), de 1985 à 1987
- Bronze (MV123), de 1982 à 1985
- Camargue (O139), de 1992 à 2000
- Topaze (MV157), de 1980 à 1983
- Grège (O159), de 1985 à 1987
- Champagne (MV161), de 1982 à 1985
- Beige (O170), de 1980 à 1985, puis de 1987 à 1992
- Champagne (MV182), de 1983 à 1985
- Blanc (O319), de 1980 à 1983
- Blanc Panda (O348), de 1986 à 1989
- Bouton d'Or (O353), de 1980 à 1981
- Blanc (O355), de 1983 à 1986
- Blanc Glacier (O389), de 1989 à 2000
- Jaune Citron (O396), de 1999 à 2000
- Bleu Lavande (O420), de 1990 à 1992
- Ardoise (M422), de 1987 à 1989, puis de 1993 à 1994
- Bleu (O423), de 1983 à 1984, de 1985 à 1992, puis de 1994 à 2000
- Bleu Océan (O430), de 1980 à 1983
- Bleu Myosotis (O489), de 1998 à 2000
- Bleu Cobalt (O499), de 1992 à 1996
- Gris (M602), de 1987 à 1998
- Xérus (MV611), de 1995 à 1998
- Palombe (O666), de 1990 à 1992
- Rouge Coquelicot (MV701), de 1999 à 2000
- Rouge (O705), de 1980 à 2000
- Rouge Vif (O719), de 1988 à 1989
- Brique (O773), de 1990 à 1992
- Mélèze (O904), de 1996 à 1998
- Vert Épicéa (MV918), de 1982 à 1984
- Gris Fjord (MV920), de 1997 à 2000
- Fjord (MV928), de 1980 à 1981
- Fidji (MV941), de 1997 à 2000
- Vert Pomme (O943), de 1980 à 1981

## Production

### Chiffres de vente
Les chiffres de production du Renault Trafic I ne sont connus que pour les sept dernières années de commercialisation du modèle. En 1996, 43 998 exemplaires sortent des chaînes, puis 39 333 unités en 1997. La production baisse encore les années suivantes, avec 30 421 véhicules produits en 1998, puis 17 316 en 1999. En 2000, avec la présentation du Trafic II au mois de septembre, la production de son prédécesseur chute, avec 12 655 unités cette année-là. Les deux dernières années de fabrication voient des volumes résiduels : 2 467 unités en 2001, et 928 en 2002, avant l'arrêt complet de la production.
| Année | Volume |
| ----- | ------ |
| 1996  | 43 998 |
| 1997  | 39 333 |
| 1998  | 30 421 |
| 1999  | 17 316 |
| 2000  | 12 655 |
| 2001  | 2 467  |
| 2002  | 928    |